# Electra biscuta
Electra biscuta är en mossdjursart som beskrevs av Osburn 1950. Electra biscuta ingår i släktet Electra och familjen Electridae. Inga underarter finns listade i Catalogue of Life.